# Асфандиярова, Рима Газизовна
Рима Газизовна Асфандиярова (тат. Rima Ğaziz qızı Əsfəndiərova, Рима Газиз кызы Әсфәндиярова; 11 февраля 1938, Уфа, РСФСР, Башкирская АССР, СССР — 9 июня 2007, Тула) — советская и российская театральная актриса, заслуженная артистка РСФСР (1977).

## Биография
Рима Асфандиярова родилась в Уфе 11 февраля 1938 года в татарской семье. После окончания школы два года работала на стройках Сибири и Урала, училась в Уральском государственном университете на филологическом факультете. Затем поступила в Ленинградский институт театра, музыки и кинематографии, после окончания которого в 1964 году дебютировала в Ленинградском государственном театре драмы ролью Лауры в «Маленьких трагедиях» Александра Пушкина. В 1964—1969 годы работала в Курском драматическом театре.
В 1969 года вступила в трупу Тульского драматического театра, по приглашению директора театра Льва Яковлевича Брустина. Дебют в Туле состоялся двумя ролями: киргизской матери Толгонай из «Материнского поля» Чингиза Айтматова и польки Гелены из «Варшавской мелодии» Леонида Зорина. В последующие годы Асфандиярова стала ведущей актрисой Тульского драматического театра, исполнив более двух десятков ролей, среди которых Надя в спектакле «С лёгким паром» (1970), Лариса в «Бесприданнице» Александр Островского (1971), Клеопатра в «Цезаре и Клеопатре» Джорджа Бернарда Шоу (1972), Элину в «Средстве Макропулоса» Карел Чапека (1973) и многие другие. В 1980-х актриса одна из первых в Туле стала ставить моноспектакли по произведениям Марины Цветаевой, Анны Ахматовой, Николая Гумилева.
За годы актёрской деятельности написала две автобиографические книги: «Театр моей жизни» (1999) и «Трава, пробивающая асфальт» (2005). Последней театральной ролью Римы Газизовны стала бабушка из спектакля «Ханума». Актриса умерла 9 июня 2007 года в Туле. Похоронена на Почётной аллее Смоленского кладбища.

## Творчество

### Роли в театре

#### Тульский академический театр драмы
- 1969 — «Варшавская мелодия» (Леонид Зорин) — Гелена
- 1969 — «Материнское поле» (Чингиз Айтматов) — Толгонай
- 1970 — «С легким паром!» (Эмиль Брагинский, Эльдар Рязанов) — Надя
- 1971 — «Бесприданница» (Александр Островский) — Лариса
- 1972 — «Цезарь и Клеопатра» (Бернард Шоу) — Клеопатра
- 1972 — «Птицы нашей молодости» (Ион Друцэ) — Руца
- 1973 — «Варвары» (Максим Горький) — Лидия Павловна
- 1973 — «Средство Макропулоса» (Карел Чапек) — Элина
- 1974 — «Прошлым летом в Чулимске» (Александр Вампилов) — Кашкина
- 1976 — «Похожий на льва» (Рустам Ибрагимбеков) — Солмаз
- 1976 — «Интервью в Буэнос-Айресе» (Генрих Боровик) — Марта
- 1976 — «Святая святых» (Ион Друцэ) — Мария
- 1978 — «Сердце Луиджи» (Иван Буковчан) — Изабель
- 1979 — «Аморальная история» (Эмиль Брагинский, Эльдар Рязанов) — Елена Максимовна
- 1981 — «Трёхгрошовая опера» (Бертольт Брехт) — Селия Пичем
- 1982 — «Водевиль» (Дмитрий Ленский) — Сурмилова
- 1982 — «Бег времени» (Анна Ахматова) — моноспектакль
- 1983 — «Час души» (Марина Цветаева) — моноспектакль
- 1985 — «Модели сезона» (Генрих Рябкин) — Лю
- 1988 — «Прелестница Амхерста» (Уильям Люс) — Эмили Дикинсон
- 1992 — «Изобретательная влюблённая» (Лопе де Вега) — Белиса
- 1993 — «Свидетель обвинения» (Агата Кристи) — мисс Плимзол
- 1996 — «Остров нашей любви и надежды» (Геннадий Соловский) — Рая
- 1997 — «Семейное счастие» (Лев Толстой) — Татьяна Семеновна
- 2000 — «Поздняя любовь» (Александр Островский) — Шаблова
- 2002 — «От нежного сердца!» (Владимир Соллогуб, Николай Некрасов) — Бояркина
- 2003 — «Женитьба» (Николай Гоголь) — Арина Пантелеймоновна
- 2004 — «Доктор философии» (Бранислав Нушич) — Драга
- 2006 — «Тифлисские свадьбы (Ханума)» (Авксентий Цагарели) — бабушка Ануш

### Роли на телевидении
- 1965 — «Два брата» — княгиня Вера